# ヒメヤマコウモリ

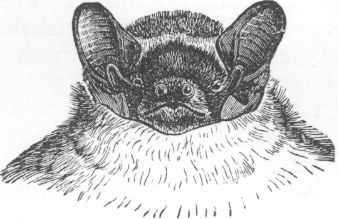
Natural History of the Mammalia of India and Ceylonより

ヒメヤマコウモリ(Lesser noctule)は、ヒナコウモリ科に属する食虫性のコウモリである。英語ではLeisler's batまたはIrish batというが、ドイツの博物学者ヨハン・フィリップ・アキリーズ・ライスラーに因んだ名前である。

## 記載
中型のコウモリで、ユーラシアコヤマコウモリよりも若干小さい。体長は48-68 mm、翼長は260-330 mmである。前足の長さは38-47 mmで、体重は11-20 gである。顔、耳、翼の色は暗い。毛皮は茶色で、体長に渡り同じ色のユーラシアコヤマコウモリとは異なり、端の方が色が薄い。腕の下側は毛が多いため、"hairy-armed bat"という異名がある。耳は丸くて短く、耳珠はキノコ型である。翼は細長い。

## 分布
ヨーロッパから西アジアにかけて、東はウラル山脈及びヒマラヤ山脈までで見られる。また、北西アフリカ、カナリア諸島、マデイラ諸島でも見られる。アゾレス諸島のものは、しばしばNyctalus azoreumという別種であると考えられる。
通常、森林（針葉樹林、落葉樹林のどちらでも）で見られるが、公園や都市部にも適応し、しばしばビル街にも巣を作る。生息域の大部分では珍しい種であるが、アイルランドでは一般的であり、島で最も大きく、また3番目に数の多いコウモリの種である。アイルランド内には普遍的に存在しているため、この島はこの種の国際的な拠点とも見做されている。ブリテン島では、イングランド及びウェールズにいくつかのコロニーが知られており、時にスコットランドにも迷い込むことがある。生存に対する脅威としては、大型の昆虫の減少、森林や洞のある木の喪失、ビルの建材に木材保存剤として用いられる毒性化合物等がある。

## 餌
日没後すぐに活動を開始し、ガや甲虫類等の飛んでいる虫を食べる。しばしば木の高さから、少し沈みながらまっすぐに素早く飛ぶ。街灯の近くで、そこに集まる昆虫を捕まえることもある。夕暮れや明け方頃に最も活動的になり、採餌のために10km移動することもある。

## 生殖
通常、20－50匹の個体からなる小さなコロニーで繁殖するが、アイルランドでは、より大きなコロニーを作り、大きいものでは1000匹にもなる。コロニーは、洞のある木かビルにできる。巣箱が使われることもある。メスは1匹か2匹の子供を産むが、生息域の東側では、双子を産むことがより一般的である。

## 反響定位
反響定位に用いられる周波数は、25-54 kHzである。29 kHzで最もエネルギーが大きくなり、平均8.5ミリ秒続く。

## その他
北アイルランドのアルスター銀行が発行する2020年の20ポンド紙幣に描かれている。

## 関連文献
- Frank Greenaway & A. M. Hudson (1990) A Field Guide to British Bats, Bruce Coleman Books, Uxbridge
- Wilfried Schober & Eckard Grimmberger (1993) Hamlyn Guide: Bats of Britain and Europe, Hamlyn, London.
- R. E. Stebbings & Francesca Griffith (1986) Distribution and Status of Bats in Europe, Institute of Terrestrial Ecology, Huntingdon.
- S. Zera & P. Myers (2004) Nyctalus leisleri, Animal Diversity Web. Accessed 5 December 2006.